# 田代一正
田代 一正（たしろ かずまさ、1922年（大正11年）1月1日 - 2000年（平成12年）5月25日）は日本の大蔵官僚。防衛庁経理局長、防衛庁長官官房長、防衛事務次官、日本銀行理事、日本証券金融取締役副社長、平和相互銀行代表取締役会長兼社長などを歴任。

## 来歴
兵庫県出身。東京帝国大学経済学部経済学科卒業。東京帝大経済学部経済学科在学中に高等試験行政科を合格。1943年9月 大蔵省入省。外資局属。1945年1月 名古屋財務局。1946年2月 浜松税務署長。1959年8月 主計局主計官（外務、通商産業担当）。1963年5月 主計局主計官兼主計局総務課（企画担当）。1965年6月 銀行局総務課長。1966年7月 国税庁調査査察部長。1967年8月 大臣官房財務調査官（銀行局担当）。1968年6月 大臣官房審議官（銀行局担当）。1969年8月 大臣官房付。同年9月 防衛庁長官官房参事官。同年9月 防衛庁経理局長。1972年6月 防衛庁長官官房長。1974年6月7日 防衛事務次官。1975年7月15日 退官。同年9月 日本銀行理事（〜1979年4月）。1979年4月 日本証券金融顧問。同年6月 同社取締役副社長。1983年6月 平和相互銀行取締役相談役。同年12月 同行代表取締役会長。1985年12月 同行代表取締役会長兼社長。

## 略歴
- 1943年9月：大蔵省入省。外資局属[3]。
- 1945年1月：名古屋財務局[3]。
- 1946年2月：浜松税務署長[3]。
- 1947年9月：大臣官房。
- 1947年10月：管理局。
- 1949年6月：理財局。
- 1950年5月：高松国税局直税部長。
- 1951年12月：高松国税局調査査察部長 兼 直税部長。
- 1952年3月：高松国税局直税部長。
- 1952年4月：東京国税局調査査察部次長。
- 1954年5月：銀行局特殊金融課長補佐。
- 1956年4月：日本道路公団経理部資金課長。
- 1957年10月：大阪国税局調査査察部長。
- 1959年8月：主計局主計官（外務、通商産業担当）。
- 1963年5月：主計局主計官 兼 主計局総務課（企画担当）。
- 1965年6月：銀行局総務課長。
- 1966年7月：国税庁調査査察部長。
- 1967年8月：大臣官房財務調査官（銀行局担当）。
- 1968年6月：大臣官房審議官（銀行局担当）。
- 1969年8月：大臣官房付。
- 1969年9月：防衛庁長官官房参事官。
- 1969年9月：防衛庁経理局長。
- 1972年6月：防衛庁長官官房長。
- 1974年6月7日：防衛事務次官。
- 1975年7月15日：退官。